# Léo Duarte
Léonardo Campos Duarte da Silva (* 17. Juli 1996 in Mococa, Bundesstaat São Paulo) ist ein brasilianischer Fußballspieler, der auf der Position des Innenverteidiger spielt. Er steht bei Istanbul Başakşehir FK unter Vertrag.

## Karriere
Duarte wechselte 2014 als Jugendspieler von Desportivo Brasil zu Flamengo Rio de Janeiro, wo er mehrere Jugendturniere gewann und zu den interessantesten Talenten des Vereins aufstieg. Am 5. März 2016 gab Duarte in einem Spiel der Staatsmeisterschaft von Rio de Janeiro 2016 sein Debüt als Startspieler. Sein erstes Spiel in der brasilianischen Série A machte er am 14. Mai 2016 beim 1:0-Sieg gegen Sport Recife. Er gewann als Spieler zweimal die Staatsmeisterschaft von Rio de Janeiro mit Flamengo. In der Saison 2018 wurde er Stammspieler und absolvierte er 33 Spiele. Am 22. August 2018 verlängerte Duarte seinen Vertrag mit Flamengo bis Dezember 2022.
Am 27. Juli 2019 wurde der Wechsel von Duarte zur AC Mailand bekannt gegeben. Die Ablösesumme lag bei 10 Millionen Euro und kann durch Nachzahlungen auf 11 Millionen ansteigen. Duarte unterschrieb einen Vertrag mit fünfjähriger Laufzeit. Er gab sein Debüt in der italienischen Serie A am 29. September 2019 bei einer 1:3-Heimniederlage gegen die AC Florenz, als er in der 57. Minute für Krzysztof Piątek eingewechselt wurde.
Léo Duarte wechselte im Januar 2021 bis zum Saisonende auf Leihbasis mit Kaufoption zu Istanbul Başakşehir FK. 2022 wurde Duarte fest unter Vertrag genommen.

## Erfolge

### Verein
- Staatsmeister von Rio de Janeiro: 2017, 2019